# بطولة الأمم الخمس 1956
بطولة الأمم الخمسة 1956 (بالإنجليزية: 1956 Five Nations Championship)‏ هو الموسم 62 من  بطولة الأمم الخمسة. كان عدد الأندية المشاركة فيه  5، وفاز فيه منتخب ويلز الوطني لاتحاد الرغبي.